# 红股沼泽蝗
红股沼泽蝗（学名：Mecostethus rufifemoralis），一种发现于中华人民共和国内蒙古自治区鄂温克族自治旗的昆虫，隶属于蝗科沼泽蝗属。

## 形态特征
正模标本为雄性成虫，体长23～25毫米。身体呈黄褐色。前翅前缘域黄色，中脉域及肘脉域的翅脉黑褐色；后翅前半部翅脉黑褐色，后半部黄色。腹部背面黑褐色，腹面黄褐色。因后足股节下侧为红色，故名。